# 杉沢の大スギ

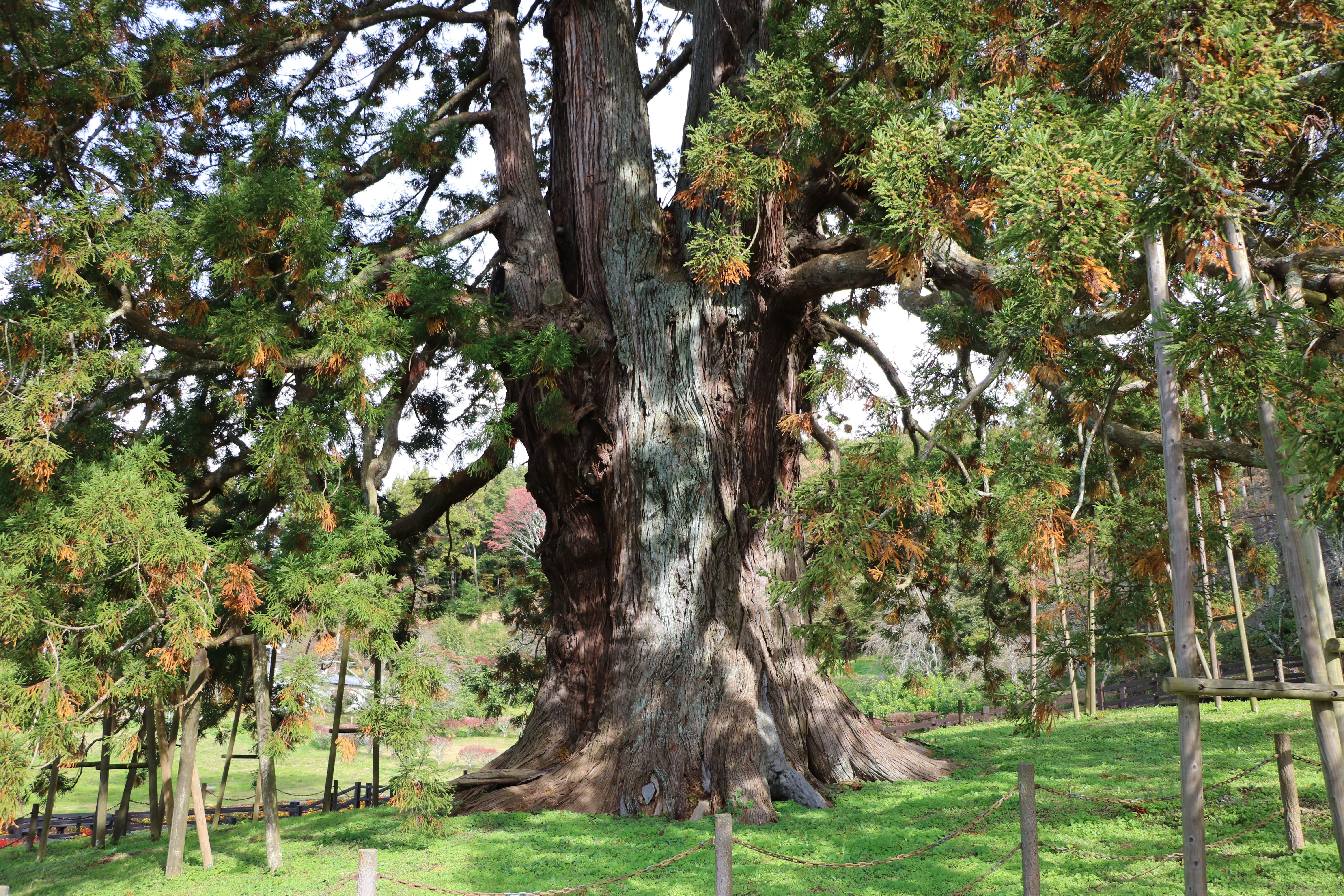
杉沢の大スギ。2023年10月25日撮影。

杉沢の大スギ（すぎさわのおおすぎ、杉沢の大杉）は、福島県二本松市杉沢字平の大杉公園に生えているスギの巨木。
1943年（昭和18年）8月24日に国の天然記念物に指定され、
1983年（昭和58年）2月17日には福島県緑の文化財に登録された。
杉の単木としては、日本国内で最大級と言われ、
「ふくしま緑の百景」にも入選している。

## 概要

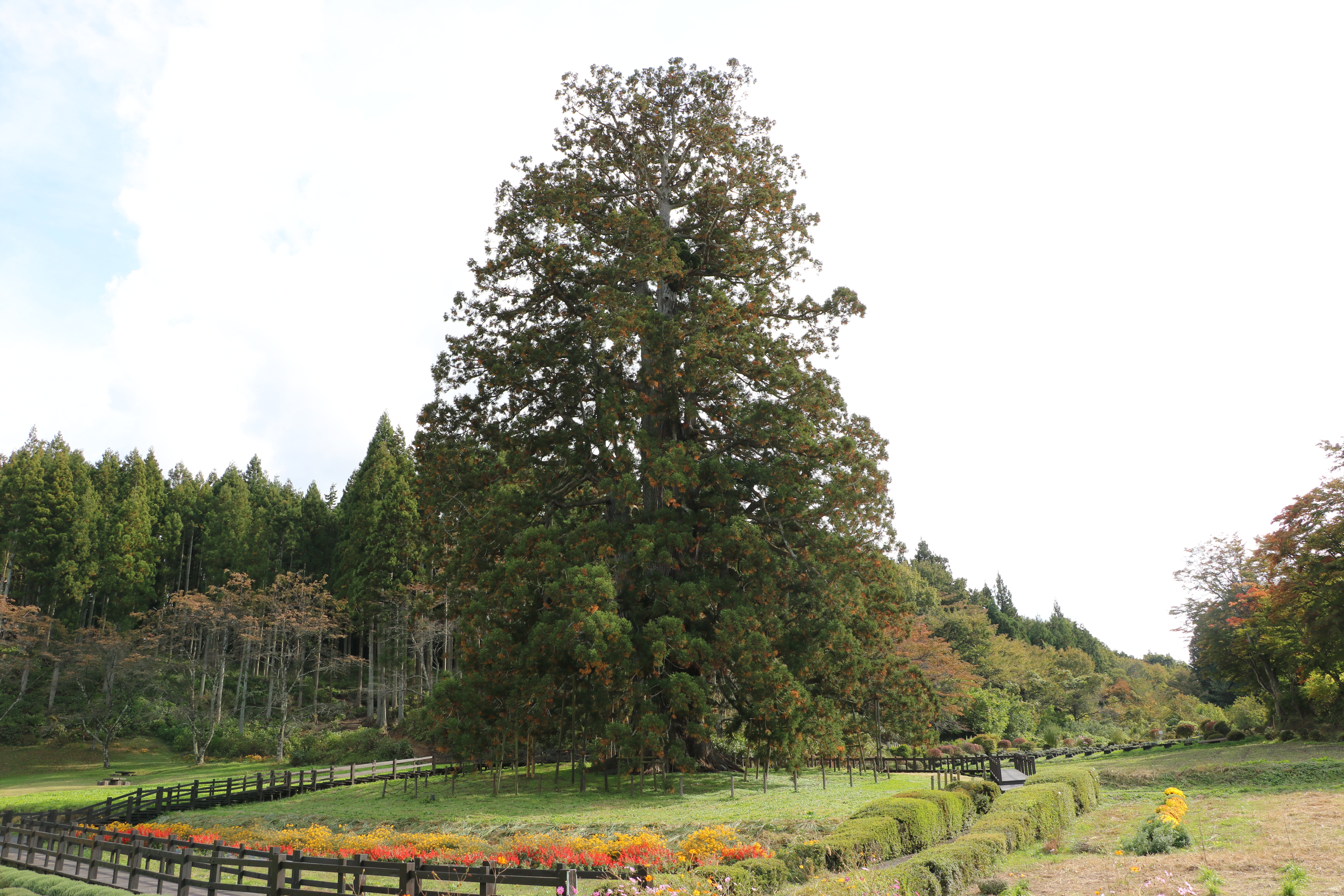
杉沢の大スギ全景。2023年10月25日撮影。

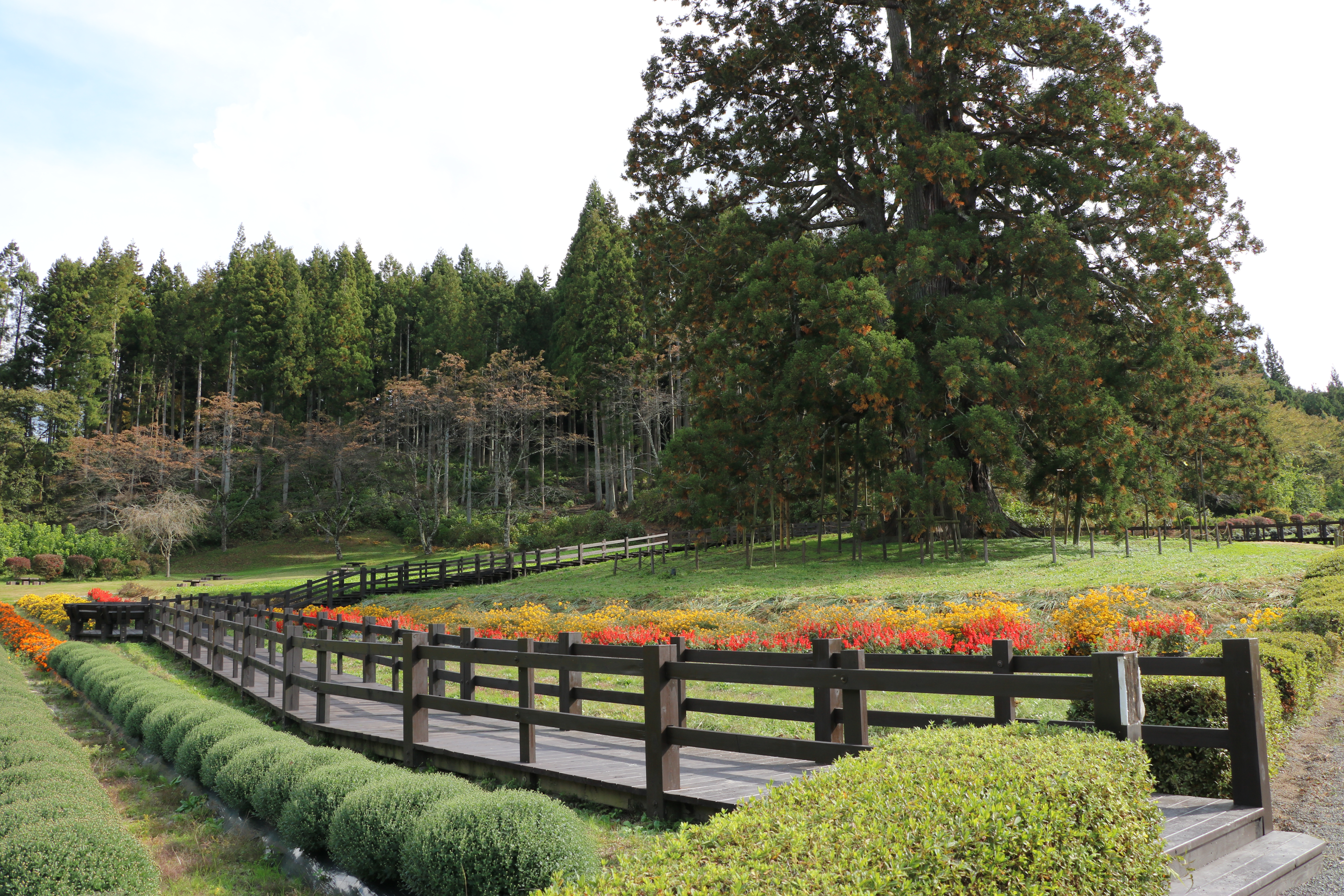
樹下は木道が整備されている。2023年10月25日撮影。

福島県二本松市の南東、阿武隈山系中腹の旧岩代町（それ以前は新殿村、杉沢村、菅野沢村）に鎮座する巨木のスギで、樹齢は推定600年以上
あるいは1000年以上とされる。
樹高は50m-68m、根本周囲は22.5m、目通幹囲は10.9m。
高さ6.6mのところより5本の直幹に分岐し、枝は東西南北へ直径25-30mほども張り出す。
1892年（明治25年）の暴風雨のために「天狗の腰掛」と呼ばれていた一枝を損傷したが、
他に「櫓枝」、「長者枝」などと呼ばれる大枝を持ち、
樹勢なお盛んで、老樹としては幹の腐朽などは少ない。

## 逸話
後亀山天皇（在位:1383-1392年）の時代に、この木の精が女の姿をとり、名を「おすぎ」と称して伊勢参りをしたという話が伝わっている。この話の派生として、当地を訪れた一休精顕という旅の公達と恋に落ち契りを交わした杉の木の精が、都に戻った恋人を訪ね、帰路に伊勢参りをして戻り、玉のような子を産んだという伝説があり、この伝説から、当地の人々は妊婦の出産が近くなると、杉の小枝をとってきて、腹をなでてやり、そうするとお産が軽いと言い伝えてきた。しかし、いまは天然記念物として保護されているため、生枝葉の採集は禁じられている。
また、この杉の皮や葉を、枕の中に入れて眠ったり、煎じて飲むと、安産するという迷信があったという。
1643年（寛永20年）、二本松藩主丹羽光重が領内巡視の際、樹下に休憩したところ、このスギの木の見事であるのに感じ入り、当時菅野沢村であった村名を、杉沢村に改めさせ、杉の木は「杉沢の大杉」と唱えさせた。
上記の話で、丹羽光重を坂上田村麻呂に替え、大同年間に田村麻呂が蝦夷征伐の帰途この村の安養寺に滞在した時の出来事とする伝説もある。
1890年（明治23年）2月に、大スギの立地の地盤所有者が土地売却を試み、経済的にも、陰になる作物への日当たりのためにも、大スギの伐採は利があると主張したが、杉沢地区民百数十人はこれに反対し、伐採しないという契約書が所有者と地区民の間に昔、交わされていると主張し、同年3月に裁判所に訴訟を提起した。1891年（明治24年）に県はこれを調停して、県知事山田信道により行政処分をもって土地を買い上げて官有地第3種に編入し、また周囲の畑地の地価金（税金）を一等級引き下げることになった。現在も周囲は国有地であり、二本松市（杉沢行政区）で管理している。

## 保全
- 古来より、遠近から見学者が来る名所であり[16]、人々が自由に近づき根元に名前を彫るということもあった[17]。

- 1980年（昭和55年）や2005年（平成17年）の豪雪・大雪では、枝折れが確認され、他の枯枝と合わせ木の負担になっていると思われた[18]。

- 1961年（昭和36年）、国の補助で岩代町（2006年に合併により二本松市）により、境界標・囲柵・標識・説明版などが設置される[18]。
- 1984年（昭和59年）、小規模な施肥を実施したが、頂部付近の枝枯れ、根本付近の空洞化および虫害が見られた[18]。
- 1986年（昭和61年）から1987年（昭和62年）にかけ、国庫補助による大規模な保護・保全事業が実施され、枯枝切断・根本補強等の外科的処置や支柱設置および囲柵の修正拡大などが行われた[18]。
- 1992年（平成4年）、管理棟が完成[19]。
- 1995年（平成7年）、新規支柱の取り付け[18]。
- 1996年（平成8年）、枝払い養生工事の実施、見学者用の木道の設置、既設木道部分へのロープ柵設置、四阿設置、植栽等が行われた。緑地広場入り口には大山忠作揮毫による石碑が建立された[18]。
- 2000年（平成12年）、根本空洞部の養生工事が行われ、ウレタン充填や樹皮の貼り付け等が行われた[18]。
- 2006年（平成18年）から2008年（平成20年）には、2002年（平成14年）のトレンチ堀りによる根の分布調査結果に基づいて、根圏土壌の改良を目的にトレンチを掘削し通気性と排水を改良する工事が行われた。また、支柱の追加・付け替え、根圏への見学者の侵入防止策等が行われた[18]。

## 所在地
福島県二本松市杉沢字平97

## 交通アクセス
- 鉄道・バス・タクシー[20]

- JR東北本線「二本松駅」より杉沢行きバス「杉沢大杉」停留所下車徒歩5分
- JR東北本線「二本松駅」より車で30分

- 車[21]

- 東北自動車道・二本松I.C.から車で約35分
- 東北自動車道・二本松I.C.から車で約35分